# Alexander von Schlippenbach
Alexander von Schlippenbach (ur. 7 kwietnia 1938 w Berlinie) – niemiecki kompozytor i pianista freejazzowy.
W 1966 założył big band, którego celem było zagranie kompozycji Petera Brötzmanna „Globe Unity” na Berliner Jazztage. Od tytułu tej kompozycji powstaje nazwa Globe Unity Orchestra. Ta dziewiętnastoosobowa grupa składała się z Petera Brötzmanna, kwintetu Manfreda Schoofa oraz z innych luminarzy europejskiego free jazzu; między innymi Willema Breukera, Petera Kowalda, Tomasza Stańko, Svena-Åke Johanssona i perkusisty zespołu avant-rockowego Can, Jakiego Liebezeita. Grupa trzyma się razem po koncercie na Berliner Jazztage, zaczyna grać koncerty i nagrywać płyty grając już różne kompozycje.
W 1988 stworzył «Berlin Jazz Composers Orchestra».